# Made (album de Big Bang)
Pour les articles homonymes, voir Made.
Albums de BigBang
Alive
(2012)
Singles
1. M
Sortie : 1er mai 2015
2. A
Sortie : 1er juin 2015
3. D
Sortie : 1er juillet 2015
4. E
Sortie : 5 août 2015

Made (stylisé MADE) est le troisième album studio de BigBang. Il marque le retour du groupe après une pause de trois ans.

## Détails
L'album est divisé en plusieurs singles qui sortent le premier de chaque mois, commençant en mai jusqu'à septembre  ('E' est sorti le 5 août) composé de ′M′, ′A′, ′D′, ′E′, et ′MADE′.

## Performance commerciale
Les trois singles ont eu un succès commercial, le premier album M s'est vendu à 130 130 exemplaires en deux jours et s'est placé à la 3e place du Gaon April chart, et s'est vendu à 134 507 exemplaires pour son premier mois en Corée du Sud, tandis qu'il s'est vendu à plus de 400 000 copies en Chine. Les titres "Loser" et "Bae Bae" se sont vendus respectivement en deux mois à 988 321 et 828 966. Et 17 000 copies se sont vendues aux États-Unis. Au total "M" s'est vendu à plus de 2,4 millions de copies. A s'est vendu en juin à 93 504 exemplaires, et à plus de 600 000 copies en Chine. Alors que les titres "Bang Bang Bang" et "We Like 2 Party" se sont respectivement vendus à 720 691 et 543 676 exemplaires. Et s'est vendu à 18 000 copies aux États-Unis. Au total "A" s'est vendu à plus de 2 millions de copies. Tandis que le troisième single D s'est écoulé en deux semaines à plus de 800 000 exemplaires en Chine, "If You" s'est vendu à 308 120 exemplaires et "Sober" à 276 180 exemplaires en Corée du Sud. D s'est vendu en deux semaines à plus de 1,4 million de copies. En tout, les trois singles avec leurs titres se sont vendus en trois mois à 5.8 millions de copies.
Au 3 août, le projet a fait plus de 160 millions de vues sur Youtube.
Le 31 août 2015, les quatre albums se sont vendus à 3.5 millions de copies digitales en Chine, plus de 350 000 exemplaires en Corée,, et 6.7 millions de singles se sont vendus dans le monde, en quatre mois plus de 10 millions d'exemplaires ont été vendus.
Le 25 novembre 2016, plus d'un an après la sortie de l'album, le projet a atteint plus de 620 millions de vue sur Youtube.

## Liste des titres
| 1. | Loser   | G-Dragon, Teddy, T.O.P. | Teddy, Taeyang          | 3:39 |
| 2. | Bae Bae | G-Dragon, Teddy, T.O.P. | G-Dragon, Teddy, T.O.P. | 2:49 |

| 1. | 뱅뱅뱅 (Bang Bang Bang) | G-Dragon, Teddy, T.O.P.       | G-Dragon, Teddy                    | 3:40 |
| 2. | We Like 2 Party         | Teddy, Kush, G-Dragon, T.O.P. | Teddy, Kush, Seo Won Jin, G-Dragon | 3:16 |

| 1. | If You         | G-Dragon               | G-Dragon, P.K, Dee.P      | 4:24 |
| 2. | 맨정신 (Sober) | G-Dragon, Teddy, T.O.P | G-Dragon, Teddy, Choice37 | 3:57 |

| 1. | 쩔어 (Zutter) (GD&T.O.P)                      | G-Dragon, Teddy, T.O.P. | Teddy, G-Dragon, T.O.P. | 3:14 |
| 2. | 우리 사랑하지 말아요 (Let's Not Fall in Love) | Teddy, G-Dragon         | Teddy, G-Dragon         | 3:32 |